# 金沢明蘭
金沢 明蘭（かなざわ めいらん、1983年12月14日 - ）は、日本の女性俳優。

## 出演

### テレビドラマ
- 木曜ゴールデンドラマ「東京ららばい」（1991年11月14日、よみうりテレビ）
- 江戸中町奉行所（テレビ東京）
- if もしも「もう一度生まれ変わるとすれば25歳か18歳か」（1993年9月16日、フジテレビ）
- 炎立つ（NHK総合テレビ）
- 金曜エンタテイメント「人間ドキュメント 夏目雅子物語」（1993年12月3日、フジテレビ）
- 天才てれびくん「T.T.K. DRAMA SPECIAL 転校生マオ」（1994年4月7日 - 1994年7月7日、NHK教育テレビ） - 長谷川マリモ 役
- 重甲ビーファイター 第27話「甦るトラ刈り魂」（1995年8月13日、テレビ朝日） - トッコ 役
- 連続テレビ小説 あぐり（1997年4月8日、NHK）

### その他のテレビ番組
- ひらけ!ポンキッキ（フジテレビ）
- ディズニークラブ
- 年忘れ!天才てれびくん（1994年12月31日、NHK教育テレビ）

### 映画
- 飛ぶ夢をしばらく見ない（1990年11月17日） - 宮林睦子5才 役
- フィガロストーリー 月の人（1991年）
- 我が人生最悪の時 THE MOST TERRIBLE TIME IN MY LIFE（1994年3月5日）

### CM
- バンダイ メロディステップ
- 羅羅屋 ララちゃんランドセル

### 舞台
- 冬の椿

## 書籍

### 雑誌連載
- りぼん（集英社）